# جام قهرمانان کونکاکاف ۱۹۶۳
جام قهرمانان کونکاکاف ۱۹۶۳ دومین دوره مسابقات بین‌المللی فوتبال باشگاهی سالانه جام قهرمانان کونکاکاف بود که در منطقه کونکاکاف (آمریکای شمالی، آمریکای مرکزی و دریای کارائیب)، برگزار شد.
این مسابقات با حضور نه تیم از هشت کشور مختلف برگزار شد: کاستاریکا، السالوادور، گواتمالا، هائیتی، هندوراس، مکزیک، آنتیل هلند و ایالات متحده آمریکا. این مسابقات از ۱۰ مارس تا ۱۸ اوت ۱۹۶۳ برگزار شد.

## مرحله اول
| سیتوک | ۱–۳ | راسینگ هائیتی |
| ----- | --- | ------------- |
|       |     |               |

| راسینگ هائیتی | ۱–۰ | سیتوک |
| ------------- | --- | ----- |
|               |     |       |

| اورو | ۲–۳ | نیویورک هونگاریا |
| ---- | --- | ---------------- |
|      |     |                  |

| نیویورک هونگاریا | ۲–۲ | اورو |
| ---------------- | --- | ---- |
|                  |     |      |

| ویدا | ۲–۲ | شلاهو |
| ---- | --- | ----- |
|      |     |       |

| شلاهو | ۶–۰ | ویدا |
| ----- | --- | ---- |
|       |     |      |

| ساپریسا | ۱–۱ | فاس |
| ------- | --- | --- |
|         |     |     |

| ساپریسا | ۲–۰ | فاس |
| ------- | --- | --- |
|         |     |     |

## مرحله دوم
| نیویورک هونگاریا | ۰–۰ | گوادالاخارا |
| ---------------- | --- | ----------- |
|                  |     |             |

| گوادالاخارا | ۲–۰ | نیویورک هونگاریا |
| ----------- | --- | ---------------- |
|             |     |                  |

| شلاهو | ۱–۴ | راسینگ هائیتی |
| ----- | --- | ------------- |
|       |     |               |

| شلاهو | ۳–۱ | راسینگ هائیتی |
| ----- | --- | ------------- |
|       |     |               |

- ساپریسا به قرعه استراحت خورد.

### بازی مجدد
| شلاهو | ۱–۲ | راسینگ هائیتی |
| ----- | --- | ------------- |
|       |     |               |

## مرحله سوم
| ساپریسا | ۰–۱ | گوادالاخارا |
| ------- | --- | ----------- |
|         |     |             |

| ساپریسا | ۰–۲ | گوادالاخارا |
| ------- | --- | ----------- |
|         |     |             |

- راسینگ هائیتی به قرعه استراحت خورد.

## فینال
مشکلات در تامین به موقع پاسپورت بازیکنان راسینگ هائیتی برای فینال سپتامبر در گوادالاخارا باعث شد این مسابقه سه بار به تعویق بیفتد.
پس از اعتراض باشگاه گوادالاخارا به کونکاکاف در فوریه ۱۹۶۴، آنها قهرمان اعلام شدند، اما پس از اعتراض متقابل، کونکاکاف تصمیم گرفت که هر دو بازی فینال باید در عرض دو ماه از تاریخ ۲ آوریل ۱۹۶۴ برگزار شود. این تصمیم به این معنی بود که باشگاه گوادالاخارا مجبور به انصراف بود زیرا آنها در آن زمان در تور اروپا بودند. بنابراین، فینال لغو شد و راسینگ هائیتی عنوان قهرمانی را دریافت کرد.